# Summoner
Summoner est un jeu vidéo développé par Volition, Inc. et édité par THQ en 2001 sur PlayStation 2 et Windows. Le jeu s'apparente à un jeu de rôle. Il est sorti le 22 juin 2001. Il a pour suite Summoner 2.

## Accueil
- Jeuxvideo.com : 14/20 (PC)[1] - 14/20 (PS2)[2]